# Rifet Kapić
Rifet Kapić (ur. 3 lipca 1995 w Cazinie) – bośniacki piłkarz, występujący na pozycji pomocnika w Lechii Gdańsk.
Profesjonalną karierę rozpoczął w czeskim FK Varnsdorf. W 2016 r. przeszedł do słoweńskiej ND Goricy. Dwa lata później przeniósł się do Grasshoppersu Zurich, skąd w tym samym roku został wypożyczony do Sheriffa Tyraspol, a w 2019 r. do FK Sarajevo. W tym samym roku Kapić dołączył do SC Paderborn, skąd został ponownie wypożyczony do Sheriffa. W 2021 r. powrócił do FK Sarajevo. W następnym roku przeniósł się do ukraińskiego Krywbas Krzywy Róg, a w 2023 dołączył do łotewskiej Valmiery, skąd został wypożyczony do Lechii Gdańsk.

## Kariera klubowa

### Początki kariery
Grę w piłkę nożną rozpoczął w klubie z miasta, w którym się urodził – Krajina Cazin. Następnie przeniósł się do akademii FK Sarajevo, po czym grał w drużynie młodzieżowej NK Istra 1961. W seniorskiej piłce zadebiutował w 2015 r. w czeskim FK Varnsdorf. W lutym 2016 r. podpisał trzyletni kontrakt z ND Goricą 29 kwietnia zdobył pierwszego gola w meczu przeciwko NK Zavrč.

### Grasshoppers Zurich
12 stycznia 2018 przeniósł się do szwajcarskiego Grasshoppersu Zurich, podpisując czteroletni kontrakt. W nowej drużynie zadebiutował 4 lutego 2018, w meczu wygranym 3-1 przeciwko FC Sion. W czerwcu 2018 r. został wypożyczony do mołdawskiego Sheriffa Tyraspol. W lutym 2019 r. wypożyczono go do końca sezonu do bośniackiego FK Sarajevo.

### SC Paderborn
1 czerwca 2019 podpisał trzyletni kontrakt z bundesligowym SC Paderborn. W sierpniu 2020 po raz drugi dołączył w ramach wypożyczenia do Sheriffa Tyraspol, z opcją wykupu. W czerwcu 2021 r. rozwiązał kontrakt z tym klubem.

### Powrót do Sarajewa
2 września 2021 Kapić powrócił do FK Sarajevo, podpisując dwuletni kontrakt. Po raz kolejny zadebiutował w klubie 10 września, w ligowym meczu przeciwko Velež Mostar. 17 października 2021 strzelił jedynego gola w meczu przeciwko HŠK Posušje, dzięki czemu Sarajevo wygrało 1-0.

### Krywbas Krzywy Róg
Na początku października 2022 r. podpisał kontrakt z ukraińskim Krywbasie Krzywy Róg. W jego barwach wystąpił 23 razy, strzelił 6 bramek oraz asystował 2 razy.

### Valmiera i Lechia Gdańsk
Na początku lipca 2023 podpisał kontrakt z łotewską Valmierą FC, jednak 21 lipca został wypożyczony do Lechii Gdańsk. 28 października, w meczu przeciwko Stali Rzeszów wystąpił jako kapitan, zastępując w tej roli kontuzjowanego Luisa Fernándeza, a 5 listopada strzelił swojego debiutanckiego gola dla klubu.

## Sukcesy klubowe
Sheriff Tyraspol
- Mistrzostwo Mołdawii: 2018, 2020/21
- Puchar Mołdawii: 2018

FK Sarajevo
- Mistrzostwo Bośni i Hercegowiny: 2018/19
- Puchar Bośni i Hercegowiny: 2018/19